# 오사국
오사국(烏舍國, 995년~?)은 거란에 의해 발해가 멸망한 후, 발해 유민 오소도(烏昭度)가 요의 지배에 저항해 오사성(烏舍城)에서 건국한 나라다. 올야(兀惹)라고도 한다.

## 역사
995년에 군사를 일으키려고 했지만, 996년에 결국 요에 항복해 명맥을 유지하였다. 생여진의 완안부가 세력을 키워 1114년에는 빈주(賓州)를 함락시키자 올야의 추골실(雛鶻室)은 철려(鐵驪)의 왕 회리보(回離保)와 함께 항복함으로써 오사국은 금으로 병합되었다.

## 역대 국왕
|      | 묘호 | 묘호 | 시호 | 시호 | 시호 | 시호 | 휘     | 휘     | 능호 | 능호 | 재위 | 비고 |
| ‐ 호 | ‐ 호 | 묘호 | ‐    | ‐    |      |      | 휘     | 휘     | 능호 | 능호 | 재위 | 비고 |
| ---- | ---- | ---- | ---- | ---- | ---- | ---- | ------ | ------ | ---- | ---- | ---- | ---- |
| 1    | -    | -    | -    | -    | -    | -    | 오소도 | 烏昭度 | -    | -    | ?~?  | ?    |

## 같이 보기
- 발해 부흥운동
- 동란국 (926년~936년)
- 후발해 (926년~?)
- 정안국 (938년~986년)
- 연파국 (975년~995년)
- 오사국 (995년~1114년)
- 흥료국 (1029년~1030년)
- 고욕국 (1115년 2월~7월)
- 대발해(대원국) (1116년 1월~5월)